# Elektrospray

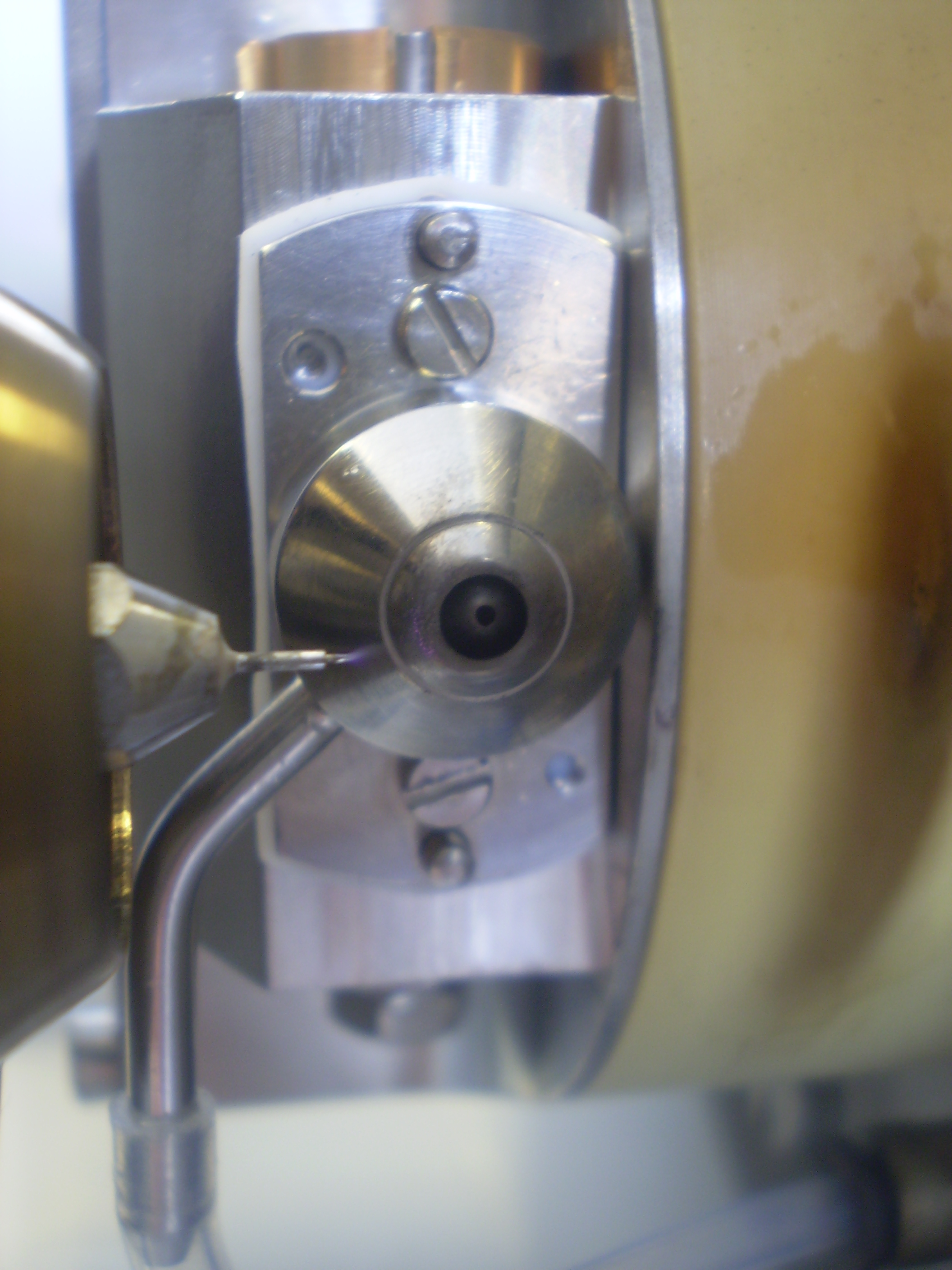
Elektrospray, Nahaufnahme im Bereich der Zerstäubungsdüse

Elektrospray ist die Bezeichnung für ein Verfahren zur Zerstäubung von Flüssigkeiten mit Hilfe eines elektrischen Feldes. Das resultierende Spray enthält feine, hoch unipolar geladene Tropfen mit einer schmalen Größenverteilung. Das physikalische Prinzip beruht auf der Instabilität eines Taylor-Kegels.
Die erforderliche Feldstärke zur Zerstäubung der Flüssigkeit ist relativ hoch und stark abhängig von der elektrischen Leitfähigkeit und der Oberflächenspannung der Flüssigkeit. Ist die Leitfähigkeit und/oder die Oberflächenspannung der Flüssigkeit sehr hoch, kann es zur Teilentladung (Koronaentladung) oder zur vollständigen Entladung des Umgebungsgases kommen, bevor die Zerstäubung der Flüssigkeit einsetzt.
Unter atmosphärischen Bedingungen (z. B. in Umgebungsluft) werden in der Regel elektrolytische Flüssigkeiten zerstäubt. Anwendungsbeispiele sind hier z. B. elektrostatische Oberflächenbeschichtungen (Lackierung, Korrosionsschutz, medizinische Inhalationsaerosole) oder analytische Geräte (Massenspektrometer). Im Vakuum können auch wesentlich höhere Feldstärken verwendet werden, ohne dass eine Gasentladung eintritt. Dies nutzt man aus, um z. B. Metallionen mit hoher Energie für das Ionenätzen oder für Ionenantriebe bei Satelliten zu erzeugen.
In Laborversuchen wurden auch niedrigschmelzende Metalle (Lötzinn, Woodsches Metall, Gallium und Indium) in gasförmiger Umgebung dispergiert, um feine monodisperse Metallpartikel und granulare Filme auf Oberflächen zu erzeugen. Die sehr hohen notwendigen elektrischen Feldstärken erfordern jedoch den Einsatz von elektronegativen Gasen (elektrische Löschgase, z. B. Schwefelhexafluorid, SF6) mit erhöhtem Druck, um frühzeitige Gasentladungen zu verhindern, bevor die Zerstäubung einsetzt.